# Domicili provisional
Domicili provisional és un recull de dues narracions del gènere drama social de l'escriptor català Manuel de Pedrolo editada l'any 1956, durant els anys durs de la postguerra.

## Estructura
Domicili provisional consta de dues narracions:  
- Domicili provisional.
- Diàlegs sobre un fugitiu.

## Fil argumental
Les narracions denuncien la situació social i política que es vivia en la postguerra: la misèria econòmica i moral i la repressió contra els qui lluitaven en defensa de la llibertat.
Domicili provisional ens presenta un univers de desposseïts on tot gira a l'entorn d'elements materials i, en aquest sentit, hi ha una dialèctica molt interessant entre la contenció i l'evacuació. Entre els orins que s'escampen i les llumeneres que es retenen. Entre les dentadures postisses que s'extravien i els orinals que es guarden en els llocs més insospitats. Les pessetes que es perden, les que s'estalvien, les que es regategen, les que es guanyen. Fòtils que es furten, que es trossegen, que desapareixen, que es trenquen, que es retroben. Tothom està pendent dels objectes que són seus i dels que no ho són. La noció d'objecte, que tanta importància té en la teoria psicoanalítica.
Diàlegs sobre un fugitiu narra la recerca d'un exiliat per part del seu pare.

## Els personatges

### Domicili provisional
La parella qui lloga les habitacions: en Politxa i la senyora Remei.
Els rellogats, 10 persones més un home qui és el narrador: 
- El Joan i esposa i germana Sílvia.

- La família Damians:  una parella més 3 fills.

- El Negre i esposa.

### Diàlegs sobre un fugitiu
El fugitiu Xavier Torrents i el seu pare. I els seus amics:  la Marta, la Maria, el Jaume Palou, la Paula, la Marta.

## L'espai
A Domicili provisional, hi predominen els espais tancats del pis de Barcelona on viuen els protagonistes. A Diàlegs sobre un fugitiu, hi predominen els espais tancats de diferents pisos de Barcelona però també carrers de la ciutat.

## Veus narratives
El primer conte, Domicili provisional, és un conte totalment narrat sense cap diàleg.
El segon conte, Diàlegs sobre un fugitiu, és un conte totalment dialogat.